# Línea 252 (Buenos Aires)
La línea 252 de colectivos es una línea de transporte automotor urbano que sirve en el Gran Buenos Aires. Realiza los recorridos San Martín-Palomar, San Martín-Carapachay, y Constituyentes y Gral. Paz-Villa Ballester. Es operada por Transportes José Hernández S. A. Sus unidades están pintadas de colores azul y blanco.

## Lugares de interés
- Estación San Martín
- General Paz y Constituyentes
- Cementerio de San Martín
- Plaza Billinghurst
- Hospital Privado Nuestra Señora de la Merced
- Estación El Palomar
- Estación Martín Coronado
- Estación Tropezón
- Estación Villa Ballester
- Estación Carapachay

- Datos: Q85873651